# بنجيل (أسطورة)

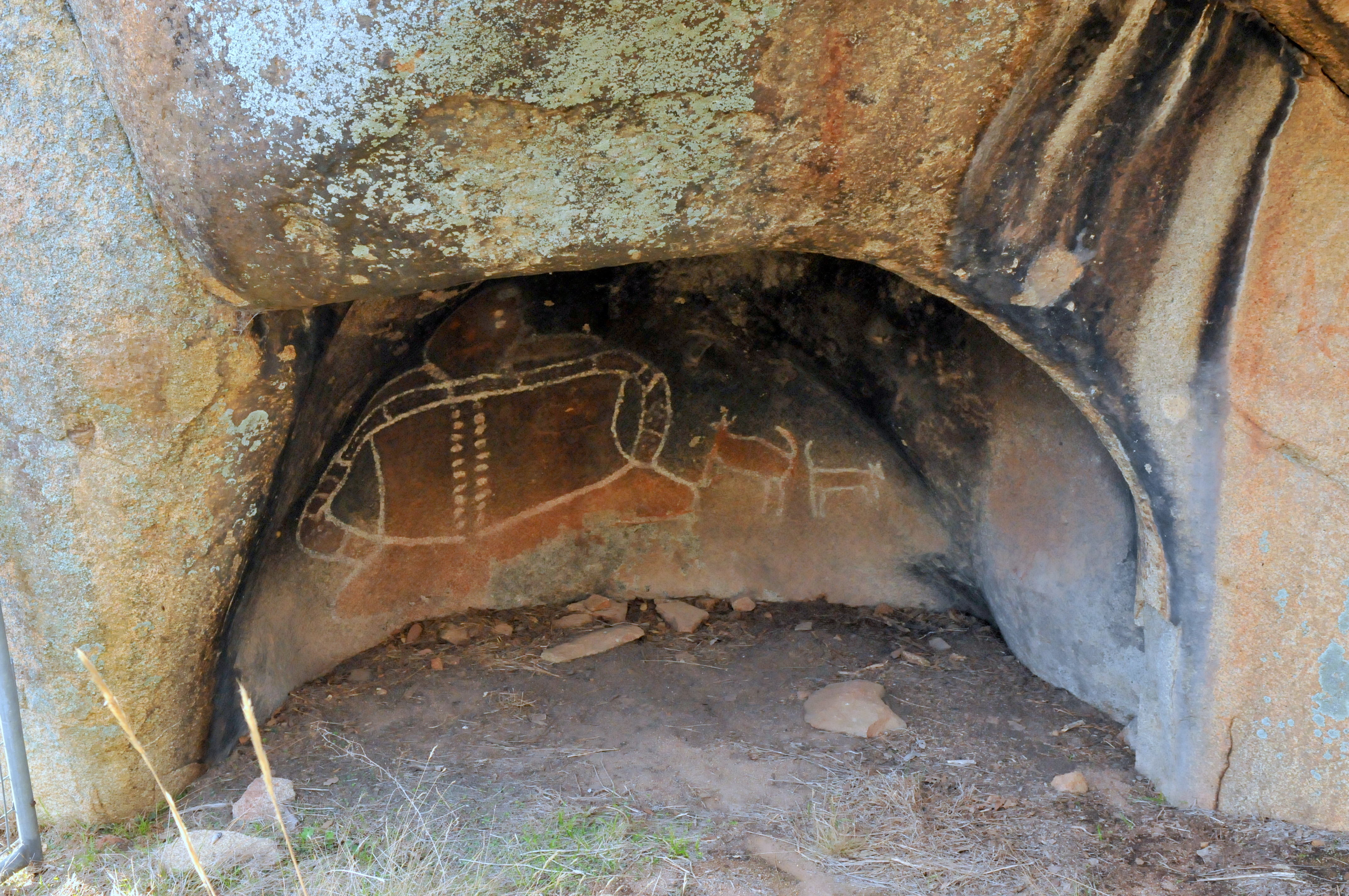
مأوى Bunjil في محمية Black Range ذات المناظر الخلابة

بنجيل (بالإنجليزية: Bunjil)‏ إله السماء الخالق في أساطير استراليا، وهو بطل شعبي، وتقول إحدى أساطير الخلق عندهم إن بنجيل خلق الأنهار، والأشجار، والنباتات والتلال، من الأرض الجرداء، ولم تكن هناك في البداية سوى الحيوانات، ثم خلق بنجيل البشر، وخلق شقيقه بات (Bat) وخلق المرأة من طين جلبه من أعماق الماء، وبعد الخلق علَّم بنجيل البشر الطقوس، والشعائر المقدسة، ثم صعد إلى بيته في السماء. وهم يصورونه على هيئة رجل بقضيب ضخم وفم مملوء بلور.